# 加爾門角

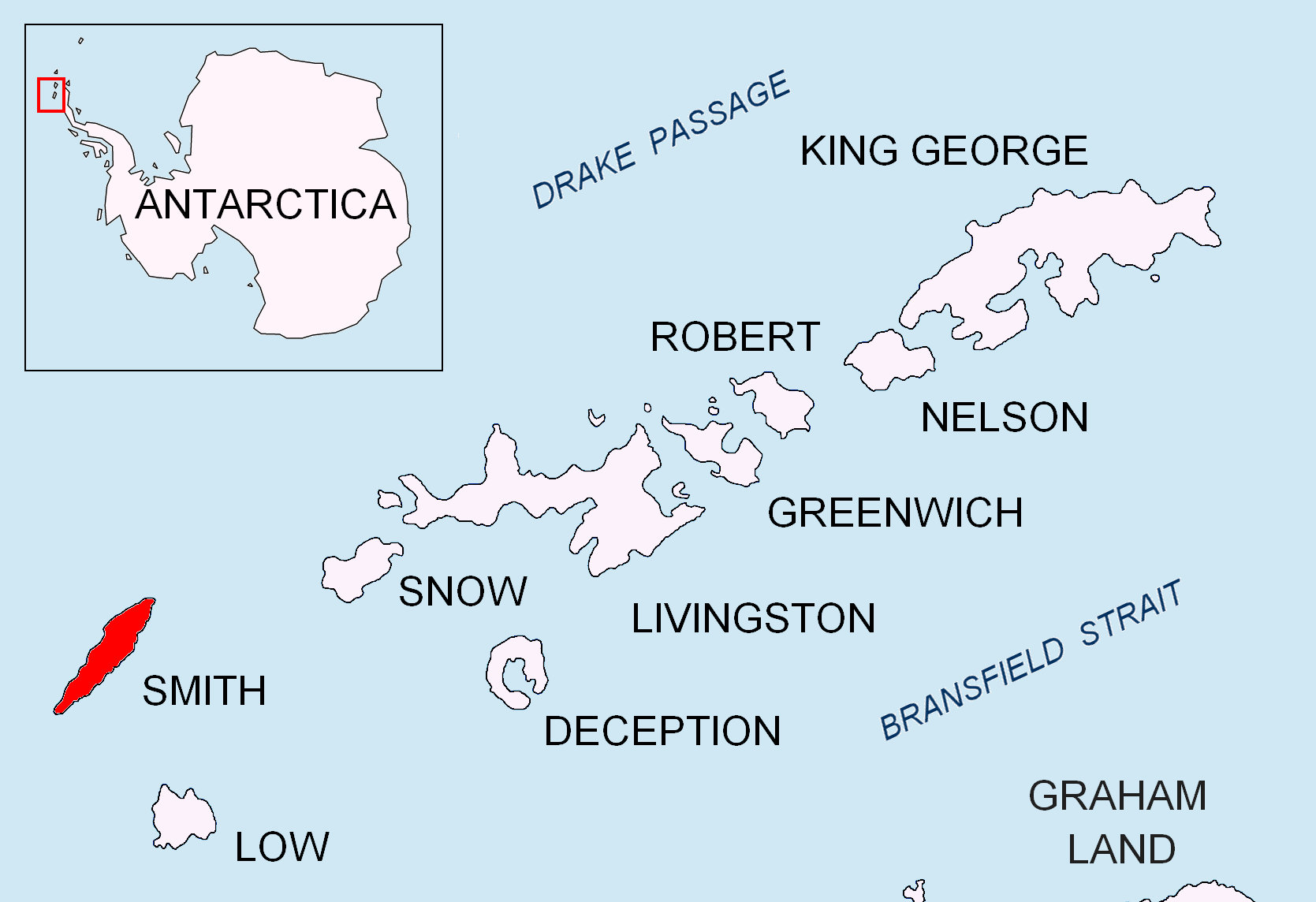

加爾門角是南極洲的海岬，位於南設得蘭群島的史密斯島西北岸，處於史密斯角東北面13.65公里、馬爾克利角西南面6.12公里和史密斯角西南面19.65公里，以保加利亞西南部的鄉鎮命名。
62°59′12″S 62°35′56″W / 62.98667°S 62.59889°W

## 外部連結
- SCAR Composite Antarctic Gazetteer（页面存档备份，存于）